# مارتین زوراوسکی
مارتین زوراوسکی (انگلیسی: Martin Zurawsky؛ زادهٔ ۱۲ اوت ۱۹۹۰) بازیکن فوتبال اهل آلمان است.
از باشگاه‌هایی که در آن بازی کرده‌است می‌توان به باشگاه فوتبال دینامو برلینر و باشگاه فوتبال یان رگنسبورگ اشاره کرد.